# Villa Visconti (Bietigheim-Bissingen)

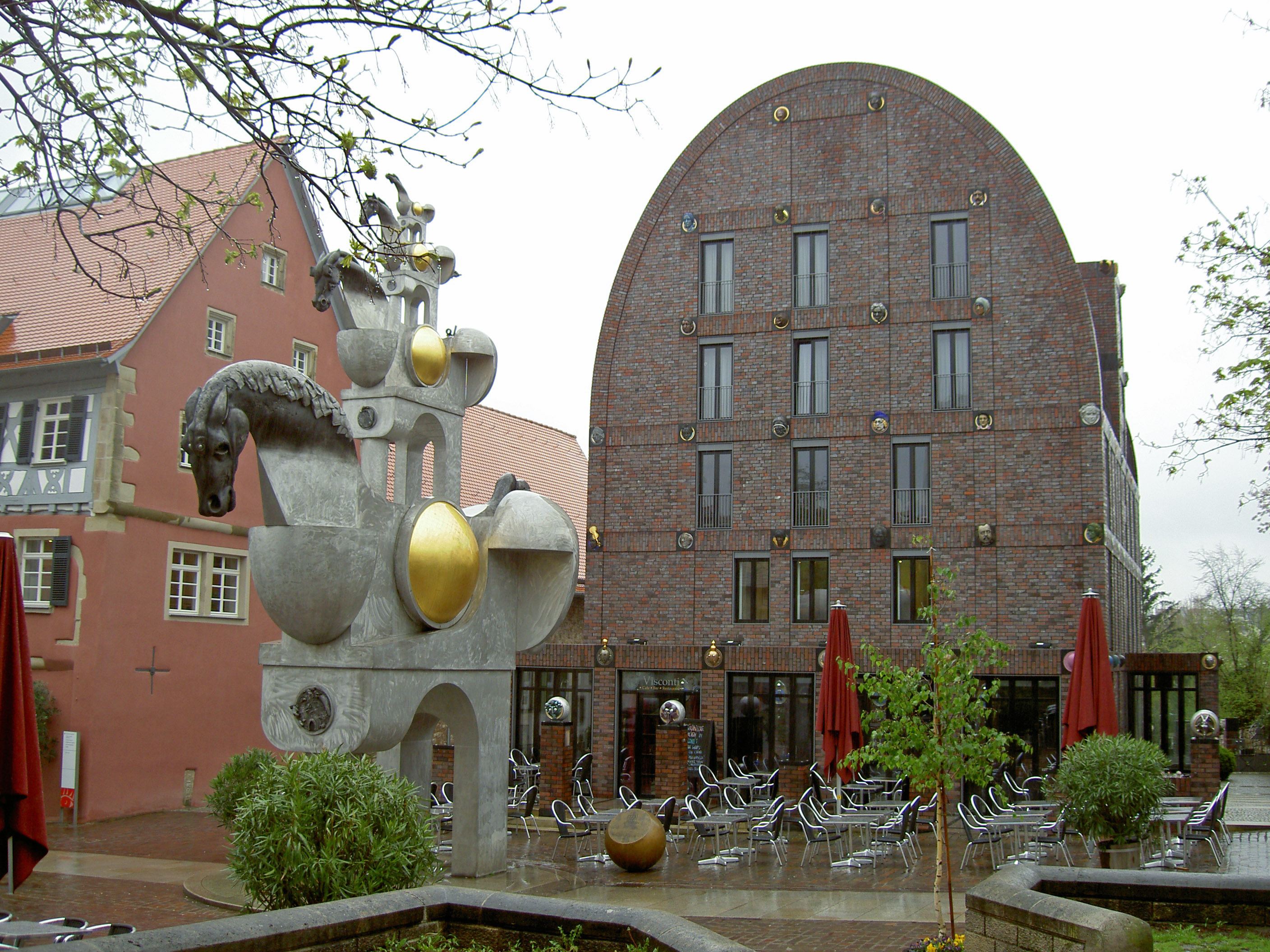
Villa Visconti in Bietigheim-Bissingen

Die Villa Visconti ist ein postmodernes Gebäude in Bietigheim-Bissingen aus dem Jahr 2002, entworfen von den Architekten Jo Frowein und Dieter Schäffer sowie dem Bildhauer Jürgen Goertz.

## Künstlerische Gestaltung und historische Bezüge

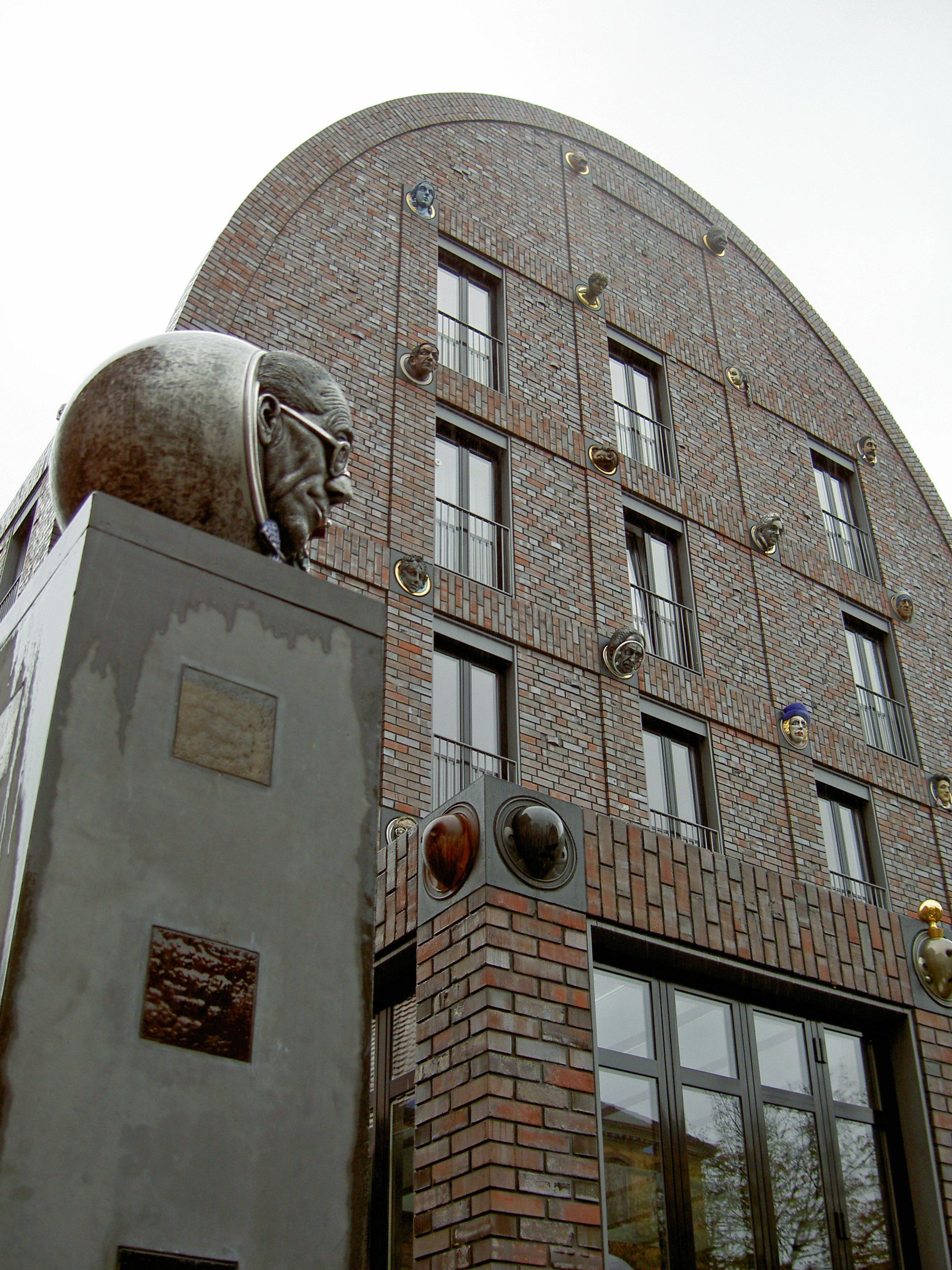
Reliefkopf vor der Villa Visconti

Die Villa Visconti entstand als Bau mit Klinkerfassade in der Hauptstraße 83, Bietigheim-Bissingen. Ihre Sonderstellung in der zeitgenössischen Architektur wird maßgeblich durch einen reichen Skulpturenschmuck geprägt. Architekt und Bildhauer zielten dabei auf ein postmodernes Gesamtkunstwerk und bezogen sich ausdrücklich auf kunstgeschichtliche Vorbilder bis zurück in die Renaissance.
Auffälligstes Merkmal sind die zahllosen Medaillons, die von Goertz geschaffen wurden und Porträts sowie anonyme Köpfe in verschiedenen Relieftechniken zeigen. Der Betrachter entdeckt unter den Porträtierten nicht nur die namengebende Mailänder Herzogstochter Antonia Visconti, sondern auch eine vielfältige Auswahl historischer Persönlichkeiten und Vertreter der Zeitgeschichte.
So finden sich an der Fassade zum Hillerplatz Christoph Columbus und Charlie Chaplin ebenso wie der britische Mathematiker Stephen Hawking oder die Geigerin Anne-Sophie Mutter.